# Tenterden (Kent)
Tenterden is een plaats en civil parish in het bestuurlijke gebied Ashford, in het Engelse graafschap Kent. De plaats telt 8198 inwoners in 2021.
Het is gelegen aan de rand van de weald en nabij de rivier Rother. Tenterden maakt ook deel uit van de historische Cinque Ports waarvan het een van de medestichters was. 

## Toeristische bezienswaardigheden
- Chapel Down Winery
- Colonel Stephens Railway Museum
- Kent & East Sussex Railway (K&ESR)
- Smallhythe Place
- Tenterden Family Fun Trail
- Tenterden Museum
- The High Street

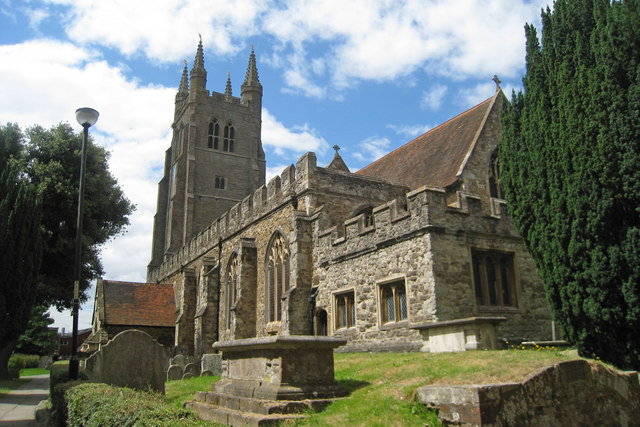
Kerk van St. Mildred in Tenterden
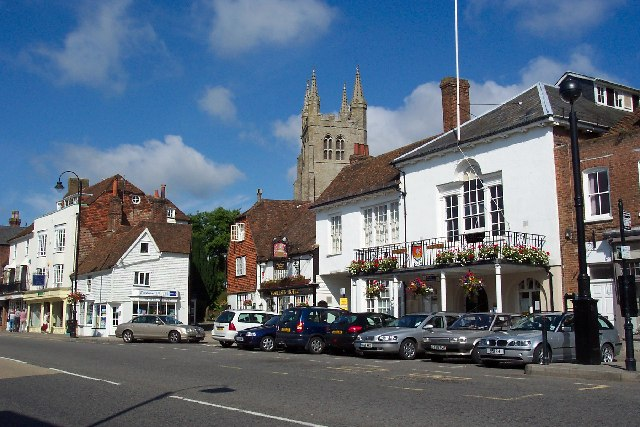
Centrum van Tenterden (High Street)

## Geboren in Tenterden
- David Frost (1939-2013), journalist, satiricus, schrijver en televisiepresentator